# Zağanos Pachá
Zağanos Pachá fue un destacado comandante durante el reinado del sultán otomano Mehmet II.

## Vida
Fue un destacado jefe de los jenízaros durante el reinado de Mehmet II el Conquistador, y también fue un lala, es decir, un asesor, mentor, tutor y protector del sultán.
Había sido reclutado mediante el devşirme y ascendió en el escalafón de la administración otomana hasta obtener el cargo de gran visir.

## Logros militares
Durante el asedio de Constantinopla, muchos de los zapadores fueron colocados bajo sus órdenes. Las tropas de Zağanos Pachá fueron las primeras en alcanzar las torres de las murallas.  
Mehmet II honoró la lealtad y honradez de Zağanos Pachá junto a las de otros dos visires, Halil Pachá y Sarıca Pachá, bautizando a las tres torres más grandes del Rumeli Hisarı con sus nombres. La del sur es la que lleva el nombre de Zağanos Pachá.

## Legado
Su mausoleo está ubicado en Balıkesir, en la mezquita que lleva su nombre.
- Datos: Q2353735